# Madib
Madip est un village du département du Nkam au Cameroun. Situé dans l'arrondissement de Nkondjock, il est localisé à 24 km de Nkondjock, sur la piste qui lie Ndobian à Nkondjock.

## Population et environnement
En 1967, le village de Madib  avait 259 habitants. La population est essentiellement composée de Dibom. La population de Madib était de 323 habitants dont 151 hommes et 172 femmes, lors du recensement de 2005.